# Repubblica del Don
La Repubblica del Don (in ucraino: Донська Республіка , russo: Донская Республика); successivamente Grande armata del Don (in ucraino: Всевелике Військо Донське, russo: Всевеликое Войско Донское), fu uno Stato anti-bolscevico costituito nel corso della guerra civile russa su iniziativa di Pëtr Nikolaevič Krasnov.

## Storia
L'indipendenza fu proclamata dall'assemblea dei cosacchi del Don chiamata Krug il 18 maggio 1918. Ciò avvenne dopo la liquidazione della Repubblica Sovietica del Don dal territorio della oblast' dell'armata del Don il 10 maggio.
La Repubblica del Don occupava il territorio della regione del fiume Don e la città di Novočerkassk, che ne era anche la capitale. Amministrativamente, la Repubblica del Don era divisa in 10 okrug, che si trovano oggi nelle oblast' di Rostov e Volgograd in Russia e nelle oblast' di Luhans'k e Donec'k in Ucraina.
All'inizio del 1920 fu conquistata dai bolscevichi e quindi sciolta.